# Mk 19 granaatwerper
De Mk 19 is een 40mm automatische granaatwerper die onder andere door het Amerikaanse leger werd gebruikt in de Golfoorlog en de Vietnamoorlog.

## Statistieken
| Kaliber:                   | 40 mm              |
| Vuursnelheid:              | 325–375 rpm        |
| Mondingssnelheid:          | 241 m/s            |
| Maximum bereik:            | 2200 m             |
| Maximaal effectief bereik: | 1400 m             |
| Lengte en breedte:         | 109,5 cm / 34,0 cm |
| Gewicht:                   | 32,9 kg            |

## Gebruikers
- Argentinië
- Australië
- Bulgarije
- Chili
- Colombia
- Finland
- Georgië
- Israël
- Italië
- Kroatië
- Libanon
- Mexico
- Nieuw-Zeeland
- Pakistan
- Polen
- Spanje
- Taiwan
- Thailand
- Turkije
- Verenigd Koninkrijk
- Verenigde Staten
- Zweden